# إيغناس جيلب
إيغناس جاي جيلب (من مواليد 14أكتوبر عام 1907 في تارنوف، بالإمبراطورية الاسترالية المجرية) ( بولندا الآن) - والمٌتوفى 22 ديسمبر 1985، في شيكاغو، بالولايات المتحدة) هومؤرخ قديم بولندي -أمريكي وعالم بالآشوريات ورائد في الدراسة العلمية لأنظمة الكتابة.

## النشأة
وُلد في تارنوف، بالإمبراطورية الاسترالية المجرية ( بولندا الآن)، وحصل على درجة الدكتوراه في الفلسفة من جامعة روما سابينزا في عام 1929، ثم ذهب إلى جامعة شيكاغو حيث كان أستاذ للعلم الآشوري حتى وفاته.

## إسهاماته
على الرغم من أن أنظمة الكتابة قد تمت دراستها لعدة قرون من قبل اللغويين، إلا أن جيلب يعتبر على نطاق واسع أول ممارس علمي لدراسة النصوص، وقد صاغ مصطلح علم النحو للإشارة إلى دراسة أنظمة الكتابة. في دراسة كتابية (1952)، اقترح أن تتطوّر النصوص يسيرفي اتجاه واحد، من النصوص المنطقية إلى المقاطع إلى الأبجديات. وقد تم انتقاد هذا التصنيف التاريخي على أنه مفرط في التبسيط، مما أجبر البيانات على ملاءمة النموذج وتجاهل الحالات الاستثنائية. ومع ذلك، على الرغم من التحسينات الحديثة للتصنيفات التي قام بها بيتر ت. دانيالز وغيرهم، كانت دراسة جيلب الصارمة لخصائص أنواع مختلفة من أنظمة الكتابة رائدة ومبتكرة.
كان جيلب قد ساهم بشكل كبير في فك رموز الكتابة الهيروغليفية في الأناضول (التي كانت تُشار إليها في الغالب باسم «الهيروغليفية الحثية»)، بعد أن نشر 3 مجلدات من الدراسات حول هذا الموضوع.
في مسيرته المهنية، نشر جيلب أكثر من 20 كتابًا، تمت ترجمتها إلى العديد من اللغات، وأكثر من 250 مقالة علمية.

## رأيه في المايا
يعتقد جيلب أن الهيروغليفية في المايا لم تكن مؤهلة كالكتابة الحقيقية القادرة على تمثيل اللغة، والتي تم دحضها الآن بعد فك رموز نصوص المايا.

## العمل في الآشوريات
ركز عمل جيلب في علم الأشوريات على نشر طبعات من النصوص الأكادية وقواعد الأكدية القديمة. أصبح محررًا لمعجم شيكاغو الآشوري عام 1947 واستمر في العمل على المشروع حتى وفاته. وتشمل أعماله المهمة الأخرى الأعمال المتعلقة بحيازة الأراضي في بلاد ما بين النهرين (بلاد الرافدين) والمبيعات، والمقاييس، والجوانب الأخرى للتاريخ الاقتصادي والاجتماعي.
تميز جيلب، بثلاث مراحل من الأكدية القديمة: الفترة التي كانت في عصر ما قبل السراغونية، الفترة التي كانت في عهد الإمبراطورية الأكدية، و«عصر النهضة السومرية الجديدة» التي أعقبتها.
كان زميلاً للأكاديمية الأمريكية للفنون والعلوم (1968) والأكاديمية البريطانية (1978) ، وهو عضو في أكاديمية اللغات الطنية، وفي عام 1975 تم انتخابه عضو في الجمعية الفلسفية الأمريكية المرموقة. كان بالإضافة إلى ذلك، من 1965 إلى 1966 رئيس الجمعية الشرقية الأمريكية.

## وصلات خارجية
- إيغناس جيلب على موقع الموسوعة البريطانية (الإنجليزية)